# السانور (آلاباما)
السانور (به انگلیسی: Elsanor) یک منطقهٔ مسکونی در ایالات متحده آمریکا است که در شهرستان بالدوین، آلاباما واقع شده‌است. السانور ۴۲٫۰۶ متر بالاتر از سطح دریا واقع شده‌است.